# Xonrupt-Longemer
Xonrupt-Longemer település Franciaországban, Vosges megyében. Lakosainak száma 1475 fő (2022. január 1.). Xonrupt-Longemer Le Valtin, Stosswihr, La Bresse, Ban-sur-Meurthe-Clefcy, Gérardmer és Gerbépal községekkel határos.

## Népesség
A település népessége az elmúlt években az alábbi módon változott:
| Lakosok száma | 1574 | 1541 | 1576 | 1522 | 1522 | 1515 | 1500 | 1488 | 1475 |
|               | 2013 | 2015 | 2016 | 2017 | 2018 | 2019 | 2020 | 2021 | 2022 |